# Salas de bate papo pelo KakaoTalk de Jung Joon-young
A Salas de bate-papo pelo KakaoTalk de Jung Joon-young foi um escândalo sexual e de entretenimento sul-coreano, o qual conversas e vídeos compartilhados no aplicativo de mensagens KakaoTalk datados de 2015 e 2016, foram revelados e utilizados em uma investigação policial, que resultou em condenações por estupro coletivo para o cantor e personalidade da televisão Jung Joon-young e outros quatro membros da sala de bate-papo: um ex-membro da banda F.T. Island, Choi Jong-hoon; um ex-funcionário do clube noturno Burning Sun chamado Kim; um empresário chamado Kwon; e um ex-funcionário da YG Entertainment chamado Heo. A condenação de Jung incluiu acusações por onze instâncias de filmagem e compartilhamento ilegal de conteúdo sexual obtido sem o consentimento das vítimas. 
Durante o curso da investigação, outras acusações foram feitas contra os cantores Seungri, ex-membro do grupo Big Bang e os solistas Roy Kim e Eddy Kim, por alegações de compartilhamento individual de uma fotografia ilícita nas salas de bate-papo de Jung.
Após este escândalo vir a tona, a repercussão do caso foi amplamente divulgada pela imprensa sul-coreana e internacional, desde o curso da investigação até a posterior condenação dos acusados. O caso gerou uma onda de protestos públicos, tornando-se um dos assuntos mais discutidos e pesquisados online pelos sul-coreanos em 2019.  

## Antecedentes
Jung Joon-young, um cantor, compositor e celebridade da televisão sul-coreana, nascido em 1989, morou na Indonésia até os cinco anos de idade, depois passou o restante de seus anos de formação na China, França e Japão, até mudar-se para a Coreia do Sul aos 19 anos. Ele tornou-se conhecido na televisão em 2012, quando passou a ser um dos competidores da quarta temporada do programa de audições Superstar K da Mnet, o qual conquistou o terceiro lugar. Durante o programa, Jung conheceu e se tornou amigo do vencedor daquela temporada: o cantor e compositor Roy Kim (que possui o nome real de Kim Sang-woo)  e Eddy Kim (que possui o nome real de Kim Jung-hwan). Jung também se tornou amigo do cantor e compositor Seungri (que possui o nome real de Lee Seung-hyun) e de Choi Jong-hoon, guitarrista e líder da banda de rock F.T. Island, que havia debutado em 2007. 
Em agosto de 2016, Jung se envolveu em um escândalo de vídeo íntimo, quando uma ex-namorada apresentou acusações criminais, de que ele havia os gravado fazendo sexo sem o consentimento dela, posteriormente, ela retirou as acusações. Jung abandonou o programa 2 Days & 1 Night da KBS2, o qual integrava, entretanto, retornou após três meses. Em maio de 2017, uma análise do jornal JoongAng Ilbo, listou o caso de Jung e seu rápido retorno a indústria do entretenimento, como um exemplo de um escândalo sexual, que mostrou que o público estava se tornando mais tolerante no que considerava ser a "vida privada das celebridades".
Previamente ao segundo escândalo, Jung estava conduzindo uma turnê pelos Estados Unidos em outubro de 2018 com sua banda de rock Drug Restaurant, que ele havia formado em 2015, e se preparando para a inauguração de seu restaurante de fusão de estilo coreano na cidade de Paris, França, que havia passado por um período de teste de duas semanas em novembro de 2018.

## Desenvolvimento

### 26 de fevereiro a 11 de março de 2019: Primeiro e segundo lote de mensagens é revelado e fonte é descoberta
Em 26 de fevereiro de 2019, foram divulgadas por uma fonte anônima, em conexão com a investigação em andamento do clube noturno Burning Sun, as primeiras mensagens trocadas através do aplicativo de mensagens KakaoTalk envolvendo Jung Joon-young. A fonte das mensagens de texto, que foram compartilhadas pela primeira vez, através de relatos da imprensa durante o escândalo do clube noturno Burning Sun, foi revelada como sendo o advogado Bang Jung-hyun, quando este foi entrevistado no telejornal SBS Eight O'Clock News da SBS, em 11 de março de 2019. Bang obteve as mensagens de um denunciante, possivelmente um técnico de loja de conserto de telefones, onde Jung deixou seu aparelho para conserto. O denunciante enviou um e-mail para o advogado Bang com inúmeros bate-papos retirados do telefone de Jung, que ocorreram ao longo de oito meses, entre os anos de 2015 e 2016. Quando o escândalo do clube noturno Burning Sun teve início, as mensagens telefônicas foram encaminhadas para a Comissão Anticorrupção e Direitos Civis e para o canal de televisão a cabo SBS funE; dessa forma, as filmagens de sexo obtidas secretamente e outras mensagens de bate-papo no telefone de Jung, se tornaram públicas.
Durante a entrevista a SBS, a integridade do arquivo da sala de bate papo de Jung foi discutida. Foi explicado que o arquivo continha uma verificação de código hash, o que mostraria que o mesmo não havia sido manipulado e poderia servir como evidência circunstancial para a busca de mais evidências. Bang sobre o conteúdo dos bate-papos comentou: "Suas conversas mostraram que não havia apenas crimes sexuais cometidos por celebridades, mas também uma relação confortável entre eles e policiais importantes" e, "É alguém acima do [chefe da Delegacia de Polícia de Gangnam]".
Quando o conteúdo da sala de bate-papo alcançou Jung, ao serem divulgados pela impresnsa, ele estava em Los Angeles, Estados Unidos, filmando sua participação para outro programa de televisão. Em 12 de março, Jung retornou as pressas para Seul, onde foi autuado como suspeito, sob acusação de filmagem e compartilhamento ilegal de câmeras escondidas, além de ser acusado de filmar dez ou mais mulheres. As mensagens da sala de bate-papo divulgadas pela SBS foram traduzidas para a língua inglesa e compartilhadas por outros setores da imprensa, incluindo o jornal The Korea Times, que publicou conversa realizada em 17 de abril de 2016 que incluiu: Kim 1: "Alguém quer pornô?", Choi: "Eu", Kim 1 (Kim envia o vídeo), Choi: "Espere, ela está desmaiada.", Kim 1: "E daí?", Choi: "Eu quero vê-la viva (no vídeo).", Kim 1: "Então eu não poderia ter ligado o flash". Jung: "Você a estuprou. (risos)". O jornal estadunidense The Washington Post publicou outra suposta conversa onde Jung disse: "Vamos todos nos reunir online, ir ao bar de strip e estuprá-las no carro". Outro membro respondeu: "Nossas vidas são como um filme. Fizemos tantas coisas que poderiam nos colocar na prisão. Apenas não matamos ninguém".
Mais tarde, em 12 de março de 2019, Jung divulgou um comunicado dizendo que admitia todos crimes e afirmou: "Filmei mulheres sem seu consentimento e compartilhei em uma sala de bate-papo e, enquanto fazia isso, não senti um grande sentimento de culpa". Adicionalmente, ele pediu desculpas as vítimas e retirou-se da indústria do entretenimento. No dia seguinte, foi reportado pela SBS, possíveis alegações de uma possível adulteração da polícia, no caso envolvendo filmagem ilegal de sua ex-namorada em 2016.
Os escândalos interligados de Jung e de Seungri, onde este último iniciou-se através da casa noturna Burning Sun, foram combinados no ponto de vista público, quando ambos foram chamados à Agência de Polícia Metropolitana de Seul (SMPA) em 14 de março de 2019, ocasião que contou com mais de cem jornalistas reunidos para a aparição de Jung às 10 da manhã. Antes de entrar na delegacia para interrogatório e realizar teste de drogas, Jung desculpou-se e após sua saída no início da manhã de 15 de março, ele disse aos repórteres que havia entregado seu "telefone dourado", um apelido público que seu segundo aparelho havia recebido, devido a uma aparição de Jung em um talk show no ano de 2016.
No mesmo dia, outros dois ídolos sul-coreanos, Choi Jong-hoon e Yong Jun-hyung, este último integrande do grupo masculino Highlight, anunciaram sua saída da indústria do entretenimento, após notícias de que ambos estavam envolvidos nas salas de bate-papo de Jung. Yong admitiu ter visto uma filmagem de sexo gravada sem a permissão da mulher e participado de "conversas inapropriadas" sobre isso, dizendo: "Todos esses comportamentos eram extremamente antiéticos e eu fui estúpido". Já Choi, que havia sido um membro de uma das salas de bate-papo que atingiu interesse imediato da imprensa, em uma das conversas, supostamente detalhou seu próprio incidente ao dirigir embriagado no ano de 2016, o que foi mantido fora da cobertura da imprensa, devido à ajuda de um policial de sobrenome Yoon. Choi foi questionado em 16 de março de 2019 sob alegações de filmar secretamente e compartilhar os vídeos íntimos.
Em 15 de março de 2019, outro ídolo coreano, Lee Jong-hyun, da banda de rock CNBlue, fez sua admissão de culpa por meio de um comunicado de sua agência, a FNC Entertainment. Lee disse que assistiu aos vídeos de sexo de Jung em um grupo de bate-papo e fez comentários depreciativos sobre as mulheres, falando sobre elas como sendo objetos sexuais. A admissão ocorreu após uma negação anterior de sua parte e de um relatório posterior da SBS, com uma suposta conversa no aplicativo KakaoTalk, que ele teve com Jung, durante a qual, Lee pede mulheres "jovens", "bonitas" e "gentis" com quem ele poderia fazer sexo e com as quais Jung respondeu: "Quem você quer?". Outras celebridades afetadas pelo escândalo foram o ator Cha Tae-hyun e o comediante Kim Jun-ho, colegas de elenco de Jung no programa 2 Days & 1 Night, que se demitiram da produção em 16 de março de 2019, após a divulgação de conversas onde revelou-se relatos de apostas em golfe em grandes quantidades.

### 21 de março a 2 de abril de 2019: Prisão de Jung Joon-young e terceiro lote de mensagens é revelado
Em 21 de março de 2019, Jung foi preso por acusações de crimes sexuais nos termos da Lei de Casos Especiais Relativos à Punição e outros. Ele foi acusado de crimes contra pelo menos dez vítimas, por filmar e distribuir ilegalmente gravações íntimas. Jung foi levado para a Delegacia de Polícia de Jongno. Mais tarde, em 29 de março, foi novamente transferido da delegacia para o Ministério Público, para encaminhamento de uma acusação, sendo indiciado em 17 de abril.
Em 2 de abril de 2019, a Agência de Polícia Metropolitana de Seul (SMPA), emitiu uma intimação para Roy Kim, o autuando no dia seguinte, por distribuir uma foto obscena em uma das salas de bate papo, o qual ele negou ter tirado. Kim realizou seu retorno a Coreia do Sul, pois estava estudando nos Estados Unidos. Ele foi interrogado em 10 de abril pela SMPA. Em 5 de abril, Eddy Kim foi autuado, por circular uma ou mais fotos tiradas ilegalmente.
Em 3 de abril, a Label SJ, agência do cantor Kangin do grupo Super Junior, divulgou um comunicado admitindo que ele havia sido membro da sala de bate papo de Jung, enquanto os dois trabalhavam juntos no programa Hitmaker da JTBC três anos antes e negou qualquer atividade ilegal de sua parte. Em 4 de abril, a polícia comunicou que Kangin, Jeong Jin-woon do grupo 2AM e o modelo Lee Cheol-woo, foram membros das salas de bate papo, mas que não havia planos de interrogá-los naquele momento.
Ainda no início de abril de 2019, uma contagem policial declarou que sete membros das salas de bate papo de Jung, foram indiciados por disseminar conteúdo de câmera espiã, incluindo Jung, Choi e Seungri, e que havia um total de 23 grupos diferentes ou salas de bate papo individuais, com dezesseis participantes. Além da prisão de Jung, um ex-funcionário do clube noturno Burning Sun, de sobrenome Kim, também foi preso, além disso, outras cinco pessoas estavam sendo investigadas.

### 19 de abril a 6 de dezembro de 2019: Registro de queixa policial pela primeira vítima, prisões e julgamento
A maioria das vítimas eram mulheres muito jovens no início dos seus vinte anos. Elas não sabiam que haviam sido filmadas e que os vídeos estavam circulando em grupos de bate papo. Algumas delas imploraram, "Por favor me salve. Como eu vou viver depois disso?".

— Repórter da SBS, Kang Kyung-yoon ao The Washington Post.
Em 19 de abril de 2019, a primeira vítima prestou queixa contra os membros do grupo da sala de bate papo, sendo apresentada contra Jung, Choi e outras três pessoas - ex-funcionários do clube noturno Burning Sun e da YG Entertainment - e um empresário anônimo. A reclamante alegou que, após desmaiar, foi estuprada em um quarto de hotel na cidade de Daegu em março de 2016, em um incidente filmado pelo grupo. A acusação da vítima foi seguida por uma entrevista dada pelo advogado Bang ao programa Lee Gyu-yeon's Spotlight da JTBC, onde ele relatou que havia cerca de dez imagens e vídeos das salas de bate papo, o qual mostravam agressões sexuais forçadas, às vezes, por diversos membros do grupo. Em 23 de abril, a SMPA iniciou uma investigação sobre as acusações da reclamante, que supostamente ocorreram após um evento de fãs de Jung; e também de um segundo caso semelhante de estupro em um resort na cidade de Hongcheon em janeiro de 2016, onde outra suposta vítima viajou com Jung e Choi. A SMPA declarou que estava ciente do estupro em grupo, após examinar os vídeos, mas que não havia sido capaz de identificar as vítimas, até as mesmas se manifestarem. Os casos foram atribuídos à Divisão de Assuntos Femininos e Juvenis da SMPA, especializada em crimes contra mulheres, incluindo violência sexual.
Em 9 de maio de 2019, Choi foi preso por acusações de agressão sexual em grupo, realizado com quatro membros do grupo de bate papo de Jung em março de 2016 e após comparecer a uma audiência com outras duas pessoas e negar as acusações contra ele. Outro homem de sobrenome Kwon, também foi preso. Choi e Kwon foram acusados de acordo com a Lei de Casos Especiais Relativos a Punição e outros, de crimes sexuais. Jung, que ainda estava sob custódia policial, se confessou culpado de onze casos de filmagem e compartilhamento ilícito, em uma audiência de pré-julgamento realizada em 10 de maio, onde se ofereceu para um acordo com as vítimas. Jung estava sendo investigado separadamente no caso de estupro coletivo, onde ele, assim como Choi, negou as acusações. Em 17 de maio, a SMPA encaminhou o caso de estupro coletivo aos promotores, recomendando indiciamentos sob a acusação de estupro especial. Em 5 de junho, após as acusações, o Tribunal Distrital Central de Seul reuniu os julgamentos dos cinco acusados anteriormente: Jung, Choi, Kwon, um promotor de eventos Kim e um diretor de entretenimento chamado Heo, a fim de incluir duas acusações de estupro em grupo de duas vítimas em 2016. Os cinco compareceram a uma audiência realizada em 27 de junho e negaram as acusações de estupro. Na primeira audiência de julgamento em 16 de julho, que incluiu as acusações de filmagem e compartilhamento ilegal além de estupro, Jung e Kwon admitiram ter feito sexo, porém negaram o estupro, e Choi negou ter tido relações sexuais. O advogado de Jung apresentou uma declaração contestando a legalidade das evidências obtidas nas mensagens do KakaoTalk, em violação da Lei de Proteção de Informações Pessoais. A corte pontou a existência de cinco vítimas, duas testemunhas de referência, um período de tempo da suposta fotografia ilegal como sendo de novembro de 2015 a junho de 2016, as datas dos supostos estupros, como sendo de 9 de janeiro e 20 de março de 2016, além da necessidade de sigilo das vítimas.
As próximas datas do julgamento realizadas em 19 e 26 de agosto, 2, 16 e 23 de setembro, 7 e 21 de outubro, não foram abertas ao público. Durante a nona audiência do julgamento, em 13 de novembro, os promotores recomendaram para os cinco homens, sentenças de prisão pelas acusações de estupro, com cada um recebendo: Jung 7 anos, Choi e Heo 5 anos, kwon e Kim 10 anos. Os promotores também pediram que todo o grupo fosse impedido de trabalhar com crianças e menores de idade por 10 anos, que revelassem informações pessoais e se submetessem a programas de tratamento de violência sexual. Outra data do julgamento ocorreu também em 27 de novembro.
Em 29 de novembro, o tribunal condenou Jung a seis anos de prisão e Choi a cinco, e ambos foram condenados a completar 80 horas de tratamento para agressão sexual e uma restrição de cinco anos para trabalhar com crianças e menores de idade. O juiz disse que "os réus trataram as mulheres como simples instrumentos de prazer sexual", "cometendo crimes de estupro coletivo e agressão sexual" e "compartilhando seus atos em uma sala de bate papo com conhecidos", acrescentando que "os danos às vítimas não poderiam ser recuperados". Os outros três réus também foram condenados, com Kim recebendo uma sentença de prisão de cinco anos, Kwon uma sentença de prisão de quatro anos e Heo uma sentença de dois anos de liberdade condicional e 160 horas de serviço comunitário. Em 6 de dezembro, Jung, Choi e Kim apresentaram recursos ao tribunal para suas condenações.

### 30 de janeiro de 2020–presente: Indiciamentos adicionais e redução de pena
Em 30 de janeiro de 2020, Jung e Choi foram indiciados por promotores por mais acusações, junto a outros nove no caso do clube noturno Burning Sun, sendo Jung por alegações de solicitação de prostituição e Choi por subornar um policial durante seu incidente ao dirigir embriagado em fevereiro de 2016. Em 4 de fevereiro, foi realizada a primeira audiência de julgamento para um recurso das condenações de estupro dos cinco réus. No julgamento realizado em 18 de março, contendo acusações adicionais para Choi, ele admitiu a filmagem e o compartilhamento ilegal nas salas de bate-papo do KakaoTalk, mas negou a acusação de suborno policial de 2016. Os promotores propuseram uma sentença adicional de um ano e meio além de sua sentença anterior de condenação por estupro.
Em 25 de fevereiro e 6 de março de 2020, as agências de Roy Kim e Eddy Kim, divulgaram respectivamente, declarações de que suas acusações haviam sido suspensas do processo, porque cada um deles havia apenas carregado uma imagem obtida online e teriam pertencido a uma "sala de bate papo de passatempo" com Jung e não seriam mais questionados. Em 3 de abril, Jung e Kim foram multados em um milhão de won e dois milhões de wones, respectivamente, em um julgamento sumário por acusações de prostituição, junto a julgamentos de outros dois no caso Burning Sun.
Em 12 de maio, um tribunal de apelação reduziu as sentenças de prisão de três dos réus: a de Jung de seis para cinco anos, a de Choi de cinco para dois anos e meio e a de Kim de cinco para quatro anos. As penas para os outros dois réus, os quatro anos de prisão de Kwon e os dois anos de liberdade condicional de Heo, permaneceram as mesmas do primeiro julgamento. Jung apresentou documentos atestando seu pesar, e Choi e Kim fizeram um acordo com uma das vítimas, responsável pela redução da pena. Além disso, Jung e Choi tiveram sua liberdade condicional negada, tendo sido obrigados a participar de programas de tratamento e proibidos de trabalhar com crianças e menores de idade. Ainda que suas sentenças foram reduzidas, Jung e Choi apelaram à Suprema Corte da Coreia do Sul em 13 e 18 de maio, respectivamente, e em 24 de setembro, as sentenças para Jung (cinco anos) e Choi (dois anos e meio) foram mantidas.

## Resposta pública

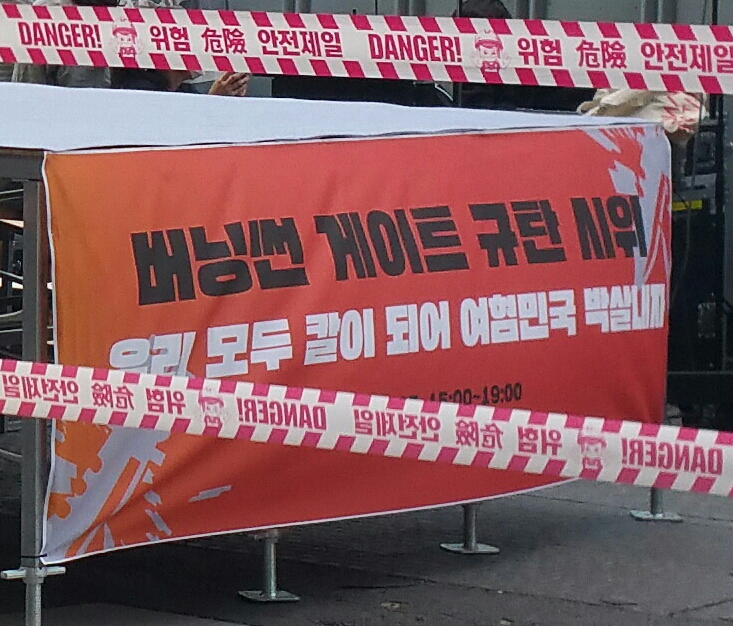
Manifestação de protesto na saída 6 da estação Sinnonhyeon, Gangnam, 25 de maio de 2019.

Protestos públicos, liderados por mulheres e grupos civis, direcionados ao escândalo da casa noturna Burning Sun e às salas de bate-papo com vídeos sexuais de Jung Joon-young, iniciaram-se em março e continuaram ao longo do ano.
Um representante do Centro Coreano de Resposta à Violência Sexual Cibernética (KCSVRC), um grupo ativista que fornece aconselhamento jurídico a vítimas de crimes relacionados a câmera escondida, disse que há muitos "Jung Joon-youngs" na sociedade, e se o escândalo não tivesse envolvido uma celebridade, o caso teria ocorrido sem intercorrências. Eles disseram que esperavam que a raiva que isso gerou trouxesse uma mudança na forma como esses casos eram analisados e punidos; considerando que uma mudança real teria de vir de dentro da sociedade masculina, de que não é certo compartilhar ou assistir tais vídeos. A Casa de Compartilhamento, um grupo de apoio a mulheres sobreviventes de escravidão sexual durante o governo colonial japonês, expressou "forte decepção" à linguagem revelada nas conversas de Jung na sala de bate papo, onde mulheres, em contextos sexuais, eram chamadas pelo termo "mulheres de conforto". Seu presidente Ahn Shin-kwon comentou: "Não podemos esconder nossa raiva por eles por usarem tais palavras para desacreditar as mulheres. É decepcionante ver um conhecimento histórico tão terrível por parte de celebridades, que têm muita influência sobre o público".
O programa 2 Days & 1 Night exibido pela emissora KBS2, do qual Jung fez parte, realizou uma pausa em março de 2019, que perdurou por nove meses, após as críticas do público de "problemas crônicos de risco moral" do programa. Os telespectadores acusaram o programa de condescendência no tratamento do caso público de Jung em 2016 de filmagem ilegal de sua então namorada, após terem permitido que ele retornasse ao programa após uma curta ausência, além disso, foram críticos a equipe de produção que fez parte do bate papo em grupo e que estava ciente dos problemas de jogo de Cha Tae-hyun e Kim Jun-ho. Os fãs norte-coreanos de 2 Days & 1 Night, ficaram desapontados com o fato do programa ter interrompido sua exibição, muitos deles não sabendo que sua produção havia sido interrompida devido ao escândalo de Jung. O programa foi uma de suas produções sul-coreanas favoritas desde o início de 2010, angariando telespectadores analógicos em cidades como Pyongsong, Nampo, Pyongyang e lugares mais próximos da fronteira, incluindo outros telespectadores através de meios como pen-drives e DVDs.
No primeiro semestre de 2019, a distribuição de vídeos de sexo por Jung foi uma das principais questões de gênero discutidas em plataformas online na Coreia do Sul, com pesquisas mostrando uma tendência crescente de tópicos baseados em gênero, a maioria delas em um contexto negativo. Os termos de pesquisa doméstica mais populares do Google Korea em 2019, incluíram Jung Joon-young classificado em segundo lugar geral e em número um em figura pública mais importante. Em novembro de 2020, a rede social Instagram, excluiu as contas pessoais de Jung e Choi, sob o argumento de que a mesma tem uma política de desativar contas de criminosos sexuais condenados.